# Springer spaniel walijski
Springer spaniel walijski – rasa psów należąca do grupy psów aportujących, płochaczy i psów wodnych. Zaklasyfikowana do sekcji płochaczy.
Według FCI podlega próbom pracy. Typ wyżłowaty.

## Rys historyczny
Dawną różnorodną grupę psów określanych „spanielami lądowymi” podzielono na dwie grupy, ze względu na wielkość. Te większe nazwano springer spanielami (z ang. spring - płoszyć), gdyż służyły głównie do płoszenia zwierzyny dla sokolników; z momentem wprowadzenia broni palnej zaczęto od tych psów wymagać również aportowania.

## Wygląd
Budowa
- głowa jest dość szeroka, stop wyraźnie zaznaczony, bruzda pomiędzy oczami.
- oczy są ciemnoorzechowe, wadą jest widok trzeciej powieki.
- uszy są osadzone blisko głowy, na linii oczu, zwisające.
- tułów jest silnie umięśniony, z dobrze rozwiniętą, głęboką klatką piersiową.
- ogon jest nisko sadzony, noszony poziomo, dobrze owłosiony, tradycyjnie - przycięty.

Szata i umaszczenie

Sierść jest odporna na niepogodę, przylegająca, nie może być szorstka. Maść jest rudo-biała.

## Użytkowość
Springer spaniel walijski to pies myśliwski, aportujący. Dzisiaj raczej wykorzystywany do towarzystwa.

## Zachowanie i charakter
Springer spaniel walijski jest psem posłusznym i wiernym. Lubi towarzystwo, panicznie boi się samotności. Jest bardzo przywiązany do rodziny, bardzo czuły i cierpliwy w stosunku do dzieci, uwielbia się bawić. Łatwo można go przestraszyć. Serdeczny i tolerancyjny wobec innych psów.

## Zdrowie i pielęgnacja
Wymaga regularnego ruchu - spaceru i wybiegania.
Sierść należy regularne rozczesywać sierść twardą szczotką ze szczeciny. Dodatkowe zabiegi potrzebne są tylko podczas linienia. Kąpać psa należy jak najrzadziej, ale regularnie kontrolować uszy. Sprawdzać, czy nie wczepiły się w nie nasiona traw i nie wystąpił stan zapalny. Włoski między palcami należy wyskubywać, a pazury regularnie przycinać.
Jak wszystkie psy długouche podatny jest na stany zapalne uszu. Zdarzają się także przypadki dysplazji stawu biodrowego i chorób oczu.